# 亞當·科科斯卡
亞當·科科斯卡（波蘭語：Adam Kokoszka；1986年10月6日—）是一位波蘭足球運動員。在場上的位置是中後衛。他現在效力於俄羅斯足球超級聯賽球隊莫斯科魚雷足球俱樂部。他也代表波蘭國家足球隊參賽。